# Колдвел (Ајдахо)
Колдвел (енгл. Caldwell) град је у америчкој савезној држави Ајдахо.

## Демографија
По попису из 2010. године број становника је 46.237, што је 20.27 (78,1%) становника више него 2000. године.
| Група             | 2000.          | 2010.          |
| Белци             | 17.746 (68,3%) | 28.099 (60,8%) |
| Афроамериканци    | 121 (0,5%)     | 300 (0,6%)     |
| Азијати           | 216 (0,8%)     | 406 (0,9%)     |
| Хиспаноамериканци | 7.307 (28,1%)  | 16.347 (35,4%) |
| Укупно            | 25.967         | 46.237         |